# Лопушна (Болгария)
Лопушна (болг. Лопушна)  —  село в Болгарии. Находится в Варненской области, входит в общину Дылгопол. Население составляет 918 человек.

## Политическая ситуация
В местном кметстве Лопушна, в состав которого входит Лопушна, должность кмета (старосты) исполняет Емин  Али Чакыр (независимый) по результатам выборов правления кметства.
Кмет (мэр) общины Дылгопол —  Светлё Христов Якимов (Движение за права и свободы(ДПС)) по результатам выборов в правление общины.